# Battaglia di File
La battaglia di File fu combattuta tra gli esuli ateniesi, che cercavano di riportare la democrazia ad Atene, e la guarnigione spartana che difendeva il governo oligarchico dei Trenta tiranni.

## Antefatto
A seguito della sconfitta di Atene nella guerra del Peloponneso, il generale spartano Lisandro aveva imposto alla città attica un governo oligarchico; ad Atene presero il potere coloro che furono poi chiamati Trenta tiranni, che instaurarono una sorta di regime del terrore. Molti di coloro che furono costretti a fuggire per le loro simpatie democratiche si radunarono a Megara e a Tebe, dove ricevettero aiuto e sostegno dal governo antispartano di Ismenia.
Alla fine del 404 a.C. 70 esuli comandati da Trasibulo attraversarono il confine dell'Attica ed occuparono la roccaforte strategica di File.
I Trenta, cercando di cacciare i ribelli, marciarono all'attacco di File, e dopo un primo assalto fallito decisero di stringerla di assedio, ma quella notte una tempesta di neve li costrinse a ritirarsi: l'esercito tornò ad Atene, da dove giunsero numerosi altri esuli che ingrossarono i ranghi dei compagni a File. I Trenta inviarono così la guarnigione spartana di Atene assieme alle squadre di cavalleia di due delle tribù di Atene per sorvegliare ed ostacolare le razzie dei ribelli.

## La battaglia
L'esercito spartano si accampò in un campo a tre chilometri da File, in una zona boscosa da dove poteva sorvegliare la regione. Nel frattempo, però, Trasibulo aveva accolto così tanti esiliati da avere a disposizione una forza di settecento uomini.
Con questo esercito scese di notte da File e circondò il campo spartano; all'alba gli esuli attaccarono, sorprendendo gli Spartani appena svegliati, e causando il massacro di circa 120 opliti e tre cavalieri, tra cui Nicostrato "il bello". L'esercito sconfitto fuggì ad Atene, inseguito per più di un chilometro dai ribelli, che poi ritornarono a File.

## Conseguenze
L'inaspettata sconfitta scosse la sicurezza dei Trenta, che cominciarono per precauzione a preparare Eleusi come potenziale rifugio, facendo uccidere numerosi potenziali dissidenti locali.
Nel frattempo il prestigio degli esiliati era molto aumentato e ricevettero nuove reclute; solo pochi giorni dopo la vittoria, Trasibulo si diresse verso il Pireo, sconfiggendo gli oligarchi nella battaglia di Munichia.
A quel punto si creò un nuovo scenario: Trasibulo controllava il Pireo, i Dieci (successori dei Trenta) la città e i Trenta si ritirarono ad Eleusi. Solo l'intervento del re di Sparta Pausania poté decidere la guerra.